# فيل أورتيغا
فيل أورتيغا (بالإنجليزية: Phil Ortega)‏ هو لاعب كرة قاعدة أمريكي، ولد في 7 أكتوبر 1939 في غيلبرت في الولايات المتحدة.

## وصلات خارجية
- فيل أورتيغا على موقعبيزبول رفرنس.كوم (الدوري الرئيسي) (الإنجليزية)
- فيل أورتيغا على موقعبيزبول رفرنس.كوم (الدوري الثانوي) (الإنجليزية)